# Пам'ятки історії Недригайлівського району
У Недригайлівському районі Сумської області на обліку перебуває 49 пам'яток історії.
| №  | Назва | Охоронний номер | Місце                                                                 |
| -- | --- | --------------- | --------------------------------------------------------------------- |
| 1  | Група братських могил борців за встановлення радянської влади та радянських воїнів                                                                                                 | 690             | смт Недригайлів, центр селищної ради, центр                           |
| 2  | Трактор «Універсал» | 1533            | смт Недригайлів, центр селищної ради                                  |
| 3  | Братська могила радянських воїнів | 691             | с. Беседівка, Томашівська сільрада, центр села                        |
| 4  | Братська могила радянських воїнів |                 | с. Бороданове, Коровинська сільрада, кладовище                        |
| 5  | Братська могила радянських воїнів | 692             | с. Великі Будки, центр сільради, центр села                           |
| 6  | Братська могила радянських воїнів та жертв фашизму | 1540            | с. Великі Будки, центр сільради, кладовище                            |
| 7  | Братська могила радянських воїнів |                 | с. Велика Діброва, Сакуниська сільрада, кладовище                     |
| 8  | Братська могила радянських воїнів та пам'ятник воїнам-землякам | 693             | с. Вільшана, центр сільради, центр села                               |
| 9  | Братська могила радянських воїнів | 694             | с. Володимирівка, Тернівська селищна рада, кладовище                  |
| 10 | Братська могила радянських воїнів | 697             | с. Городище, Деркачівська селищна рада, центр села                    |
| 11 | Братська могила радянських воїнів | 696             | с. Гострий Шпиль, Тернівська селищна рада, кладовище                  |
| 12 | Братська могила радянських воїнів | 695             | с. Гринівка, центр сільради, центр села                               |
| 13 | Братська могила радянських воїнів та пам'ятник воїнам-землякам | 698             | с. Деркачівка, центр сільради, центр села                             |
| 14 | Братська могила радянських воїнів |                 | с. Долина, Тернівська селищна рада, урочище Гай                       |
| 15 | Братська могила радянських воїнів та пам'ятник воїнам-землякам | 700             | с. Засулля, центр сільради, центр села                                |
| 16 | Могила Лінника С. Г., який загинув у Афганістані |                 | с. Засулля, центр сільради, кладовище                                 |
| 17 | Могила Гащенка О. М., який загинув у Афганістані |                 | с. Зелене, Іваницька сільрада, кладовище                              |
| 18 | Братська могила радянських воїнів | 699             | с. Зеленківка, центр сільради, центр села                             |
| 19 | Група братських могил (3) партизанів та радянських воїнів і пам'ятник воїнам-землякам                                                                                              | 701             | с. Іваниця, центр сільради, центр села                                |
| 20 | Група братських могил (2) учасників громадянської війни, радянських воїнів та пам'ятник воїнам-землякам                                                                            | 707             | с. Козельне, центр сільради, центр села                               |
| 21 | Могила Сітала С. Х. — борця за встановлення радянської влади та учасника громадянської війни                                                                                       | 717             | с. Комишанка, Зеленківська сільрада, кладовище                        |
| 22 | Могила радянського воїна | 1547            | с. Комишанка, Зеленківська сільрада, кладовище                        |
| 23 | Могила Шаповалова В. К. — Героя Радянського Союзу | 1548            | с. Комишанка, Зеленківська сільрада, кладовище                        |
| 24 | Братська могила радянських воїнів та пам'ятник воїнам-землякам | 705             | с. Коровинці, центр сільради, центр                                   |
| 25 | Група братських могил (9) радянських воїнів та 2 одиночні: Шолудька Н. Я. — активного учасника встановлення радянської влади і Шеремета П. Т.- активного учасника колгоспного руху | 704             | с. Коровинці, центр сільради, центр села                              |
| 26 | Братська могила радянських воїнів | 703             | с. Костянтинів, Кулішівська сільрада, центр села                      |
| 27 | Братська могила жертв класової боротьби |                 | с. Костянтинів, Кулішівська сільрада, біля церкви                     |
| 28 | Братська могила радянських воїнів | 706             | с. Кулішівка, центр сільради, центр села                              |
| 29 | Братська могила радянських воїнів |                 | с. Кулішівка, центр сільради, кладовище                               |
| 30 | Місце першої в Україні знахідки кісток мамонта | 689             | с. Кулішівка, центр сільради, лівий берег р. Хусть                    |
| 31 | Братська могила радянських воїнів та пам'ятник воїнам-землякам | 702             | с. Курмани, центр сільради, центр                                     |
| 32 | Братська могила радянських воїнів |                 | с. Лахнівщина, Сакуниська сільрада, центр                             |
| 33 | Могила радянського воїна | 1897            | с. Мазне, Тернівська селищна рада, приватна садиба                    |
| 34 | Могила радянського воїна | 1558            | с. Мазне, Тернівська селищна рада, приватна садиба                    |
| 35 | Братська могила радянських воїнів | 708             | с. Малі Будки, Коровинська сільрада, центр села                       |
| 36 | Братська могила радянських воїнів | 709             | с. Рубанка, центр сільради, центр села                                |
| 37 | Братська могила радянських воїнів та пам'ятник воїнам-землякам | 710             | с. Сакуниха, центр сільради, центр села                               |
| 38 | Братська могила радянських воїнів | 711             | смт Терни, центр селищної ради, центр селища                          |
| 39 | Братська могила радянських воїнів | 712             | смт Терни, центр селищної ради, урочище Гай                           |
| 40 | Братська могила радянських воїнів |                 | смт Терни, центр селищної ради, кладовище                             |
| 41 | Братська могила радянських воїнів |                 | смт Терни, центр селищної ради, вул. Окіп                             |
| 42 | Братська могила радянських воїнів |                 | смт Терни, центр селищної ради, біля залізничного мосту               |
| 43 | Братська могила радянських воїнів | 713             | с. Томашівка, центр сільради, центр села                              |
| 44 | Вітряк |                 | с. Томашівка, центр сільради, за селом                                |
| 45 | Братська могила радянських воїнів | 714             | с. Хоружівка, центр сільради, центр села                              |
| 46 | Група могил: братська могила червоноармійців та могила Прохненка І. Ю. — вбитого кулаками                                                                                          | 715             | с. Хоружівка, центр сільради, справа від дороги Беседівка — Хоружівка |
| 47 | Братська могила радянських воїнів та пам'ятник воїнам-землякам | 716             | с. Червона Слобода, центр сільради, центр села                        |
| 48 | Братська могила радянських воїнів | 1898            | с. Шматове, Тернівська селищна рада, кладовище                        |
| 49 | Братська могила радянських воїнів | 1899            | с. Шматове, Тернівська селищна рада, кладовище                        |
|    | |                 |                                                                       |